# Romeo's Daughter (álbum)
Romeo's Daughter es el álbum debut homónimo de la banda de hard rock Romeo's Daughter.
Consistía en dos mitades - canciones producidas por Robert John "Mutt" Lange, responsable de bandas como Def Leppard, Shania Twain y otros discos de rock en los años 1980 y 1990 y las canciones fueron producidas por John Parr. El álbum fue un éxito de crítica, pero tuvo poco éxito en el mercado del AOR.

## Lista de canciones
1. "Heaven in the Back Seat" - 5:02 - (Lange/Joiner/Mitman)
2. "Don't Break My Heart" - 4:14 - (Lange/Joiner)
3. "I Cry Myself to Sleep at Night" - 4:47 - (Lange/Joiner/Mitman)
4. "Wild Child" - 4:41 - (Lange/Joiner/Mitman)
5. "Hymn (Look Through Golden Eyes)" - 3:10 - (Lange/Joiner/Mitman/Matty)
6. "Velvet Tongue" - 6:05 - (Lange)
7. "Stay with Me Tonight" - 5:05 - (Lange/Joiner/Mitman/Matty)
8. "Inside Out" - 6:00 - (Joiner/Mitman)
9. "I Like What I See" - 3:40 - (Joiner)
10. "Colour You a Smile" - 5:02 - (Joiner)
11. "Don't Break My Heart" (Extended Version) - 6:07 - (Lange/Joiner) Bonus Track (Relanzamiento 2008)
12. "Don't Look Back" - 4:20 - (Lange/Joiner/Mitman/Matty) Bonus Track (Relanzamiento 2008)

## Sencillos
- "Don't Break My Heart"
- "I Cry Myself to Sleep at Night"
- "Heaven in the Back Seat"

## Información adicional
- Anjali Dutt, Ingeniero
- Nigel "Scotchguard" Green, mezclador
- Geoff "Def" Hunt, Asistente Ingeniero
- Olga Lange, mánager
- Robert John "Mutt" Lange, productor
- Peter Mountain, Fotógrafo
- Philip "Crash" Nicholas, CMI  programación
- Liz P.
- John Parr, productor
- Jerry "Refusnik" Peal, Ingeniero
- Chris "Tongue" Trevett, Asistente Ingeniero
- Recorded and mixed at Battery Studios, Londres

## Reedición
El primer álbum homónimo fue reeditado el 25 de febrero del 2008, por la disquera Rock Candy records en CD con material extra, una versión extendida de "Don't Break MY Heart" incluyendo canciones adicionales en vivo, un tema extra "Don't Look Back" y un folleto a todo color de 16 páginas con las ilustraciones originales y nuevos.

## Temas grabados por otros artistas
Canciones originalmente grabadas por la banda que aparecieron en los álbumes de otros artistas:
- "Heaven in The Back Seat" de Eddie Money en el álbum Right Here.
- "Wild Child" de Heart en el álbum Brigade.
- "I Cry Myself to Sleep at Night" de Bonnie Tyler en el álbum Angel Heart, Chrissy Steele en el álbum Magnet to Steele y Patricia Lewis.
- "Stay With me Tonight", de Steps (registrado como "Stay with Me") en el álbum Step One.

## Videos y Soundtrack
- "Heaven in The Back Seat", canción que fue autorizada para la película A Nightmare on Elm Street 5: The Dream Child y lanzado como un sencillo. El vídeo musical contó con extractos de la película.

- "Don't Break My Heart"

- "I Cry Myself to Sleep at Night"

- Datos: Q13255350